# قلعه دیربورن
قلعه دیربورن یک قلعه در ایالات متحده بود که در سال ۱۸۰۳ در کنار رودخانه شیکاگو، در محل شهر شیکاگو کنونی، در ایالت ایلینوی ساخته شد. ساختمان این قلعه توسط نیروهای تحت فرماندهی ناخدا جان ویستلر ساخته شد و به افتخار هنری دیربورن، وزیر جنگ وقت ایالات متحده نامگذاری شد. ساختمان اولیه قلعه پس از نبرد فورت دیربورن در طول جنگ ۱۸۱۲ تخریب شد و قلعه دوم در همان سایت در سال ۱۸۱۶ ساخته و در سال ۱۸۳۷، این قلعه به بهره برداری رسید.
بخشی از قلعه در اثر گسترش رودخانه شیکاگو در سال ۱۸۵۵ و آتش سوزی در سال ۱۸۵۷ از بین رفت. آخرین بقایای فورت دیربورن در آتش سوزی بزرگ شیکاگو در سال ۱۸۷۱ از بین رفت. محل قلعه، اکنون یکی از مکان‌های دیدنی شیکاگو است که در منطقه تاریخی میشیگان -واکر واقع شده است.

## منابع

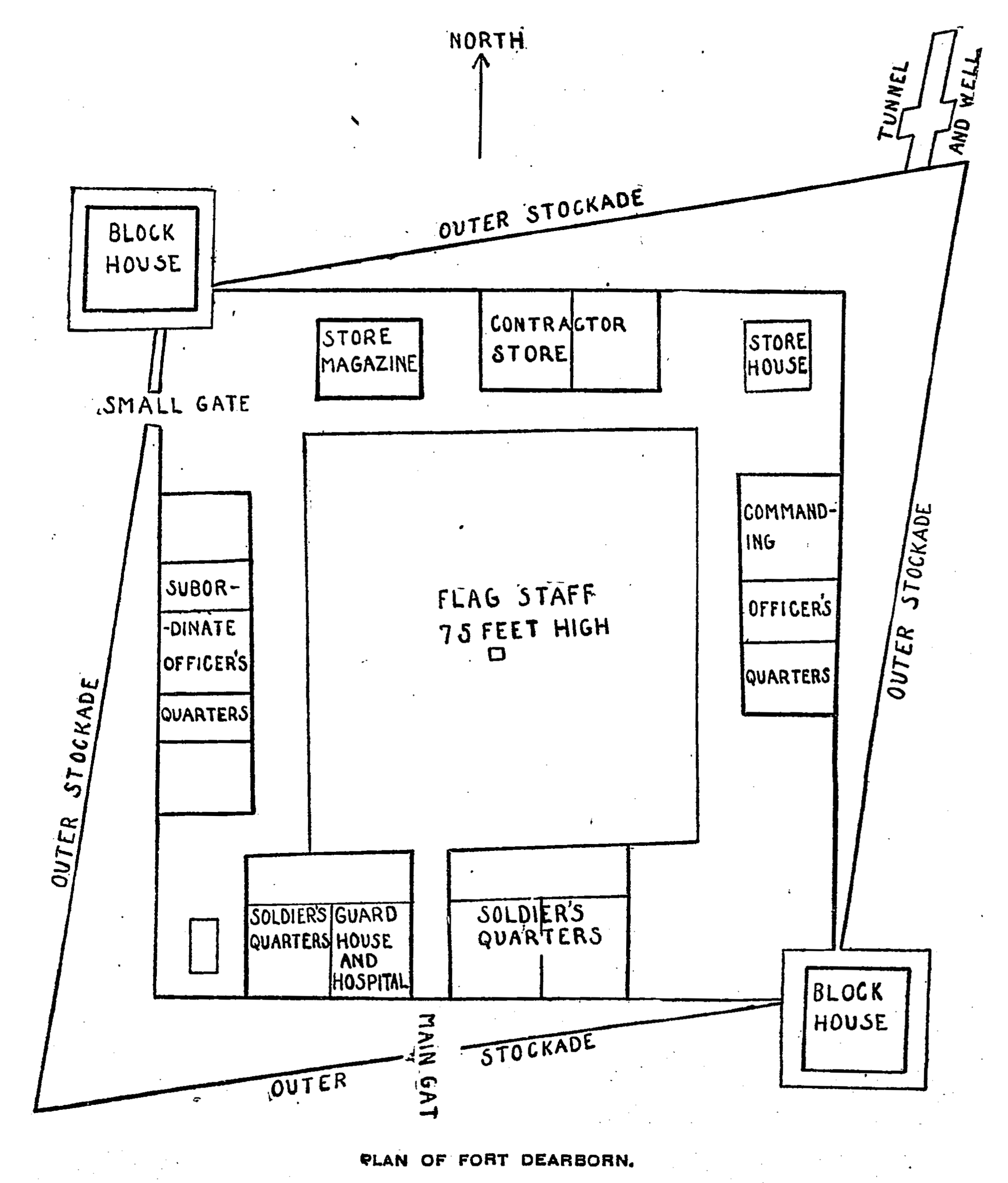
نمودار اولین قلعه دیربورن

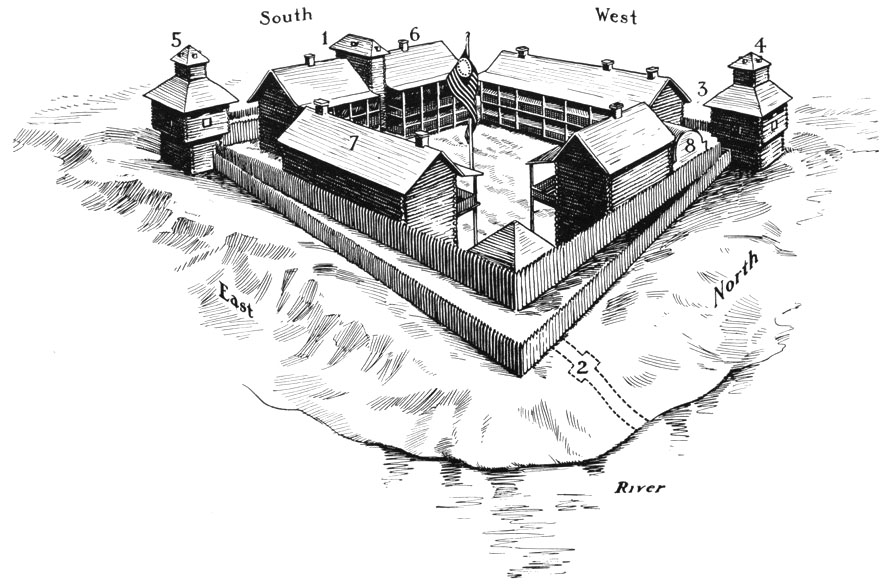
تصویری هنرمند از نمای پرنده از فورت دیربورن اصلی

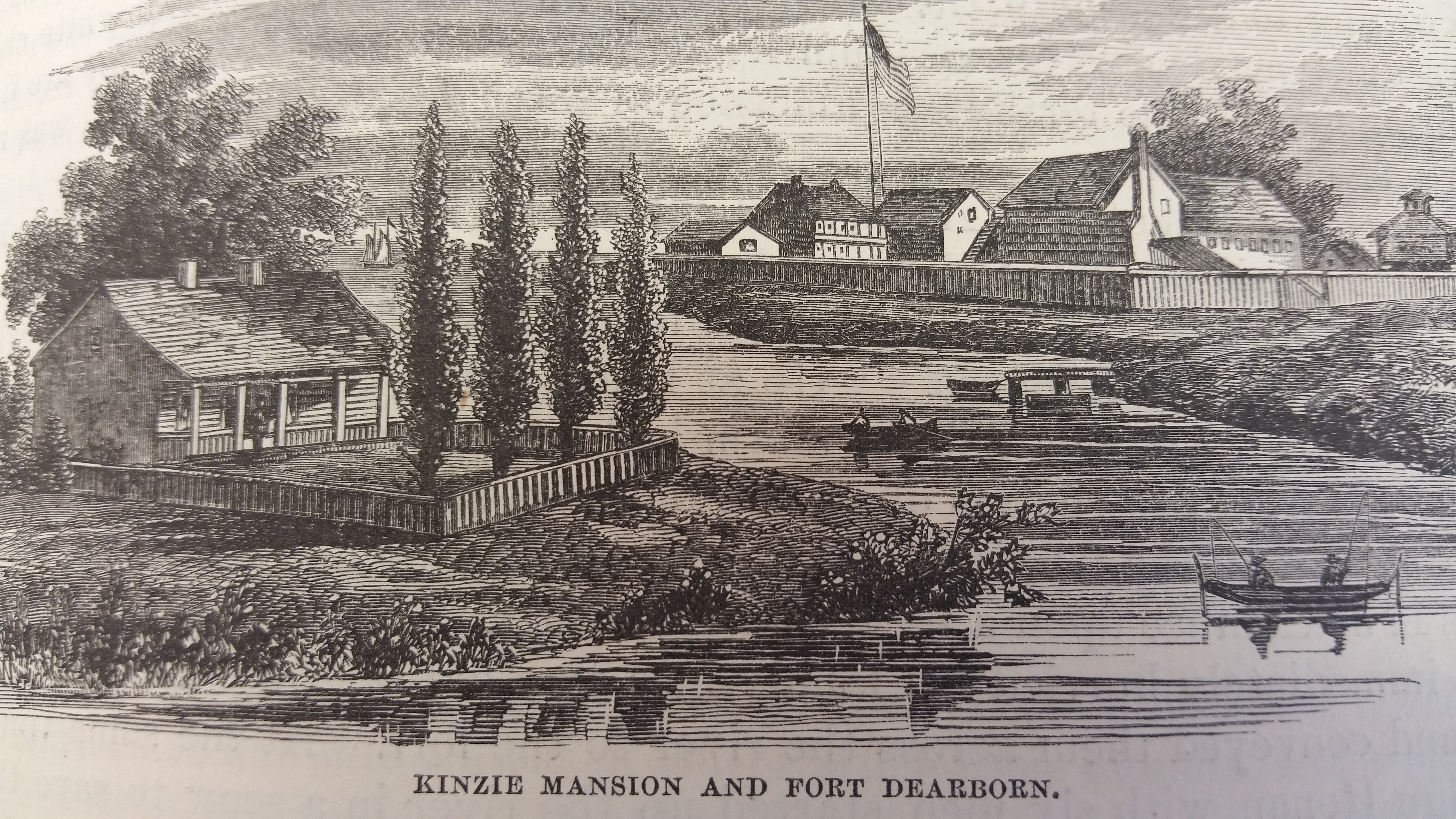
عمارت کینزی. قلعه دیربورن در پس زمینه قرار دارد.

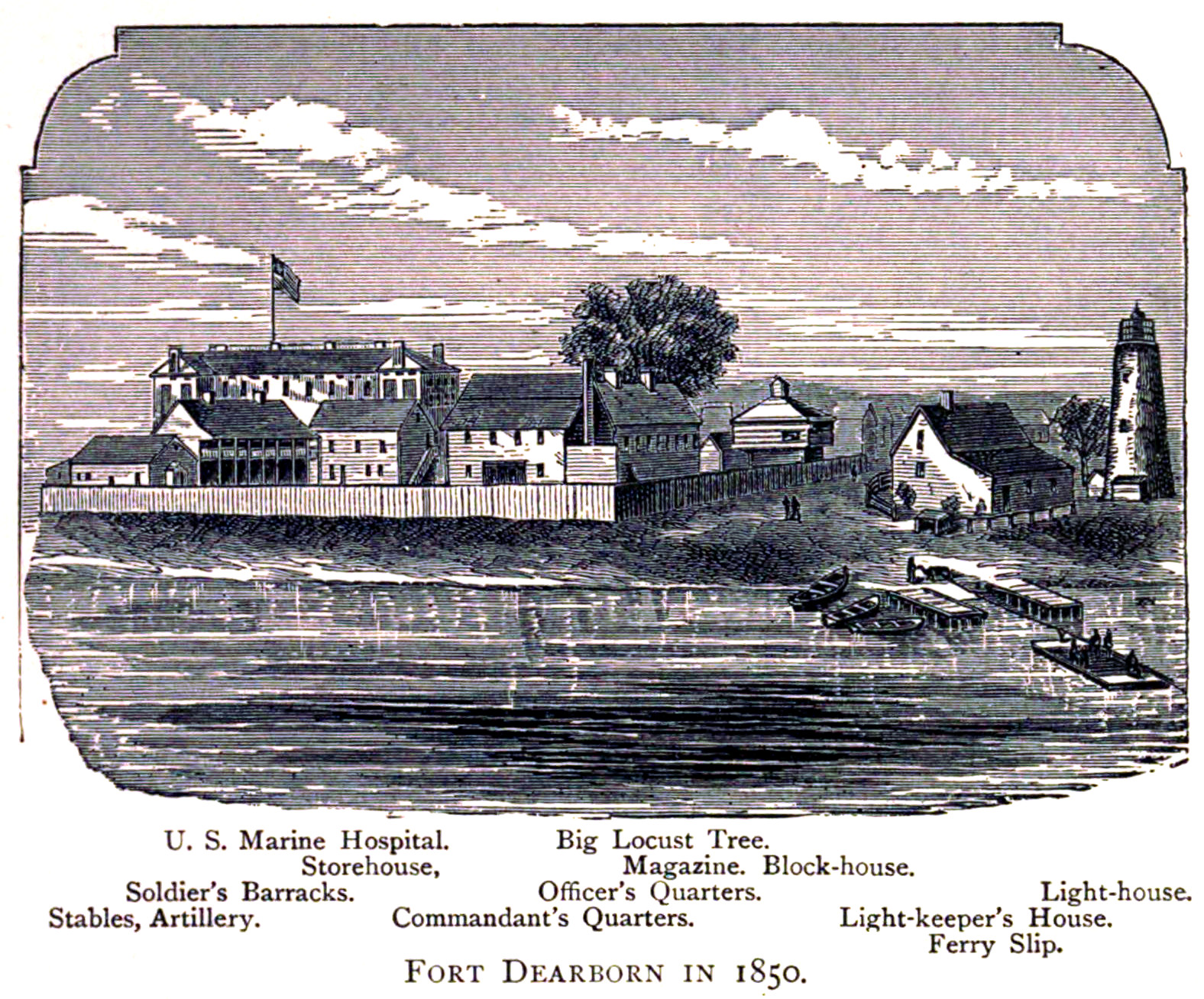
قلعه دیربورن در سال ۱۸۵۰

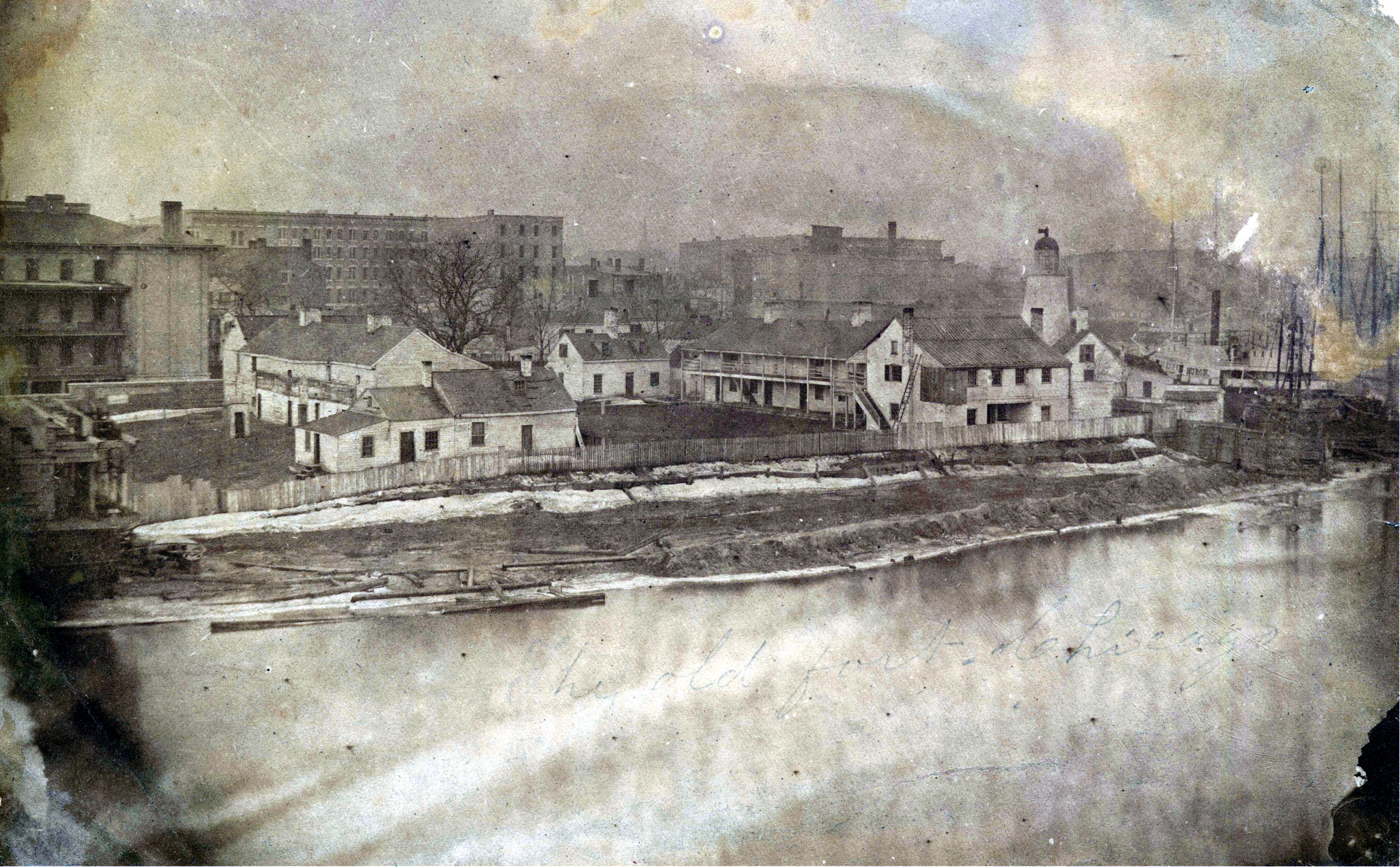
فورت دیربورن در سال ۱۸۵۶

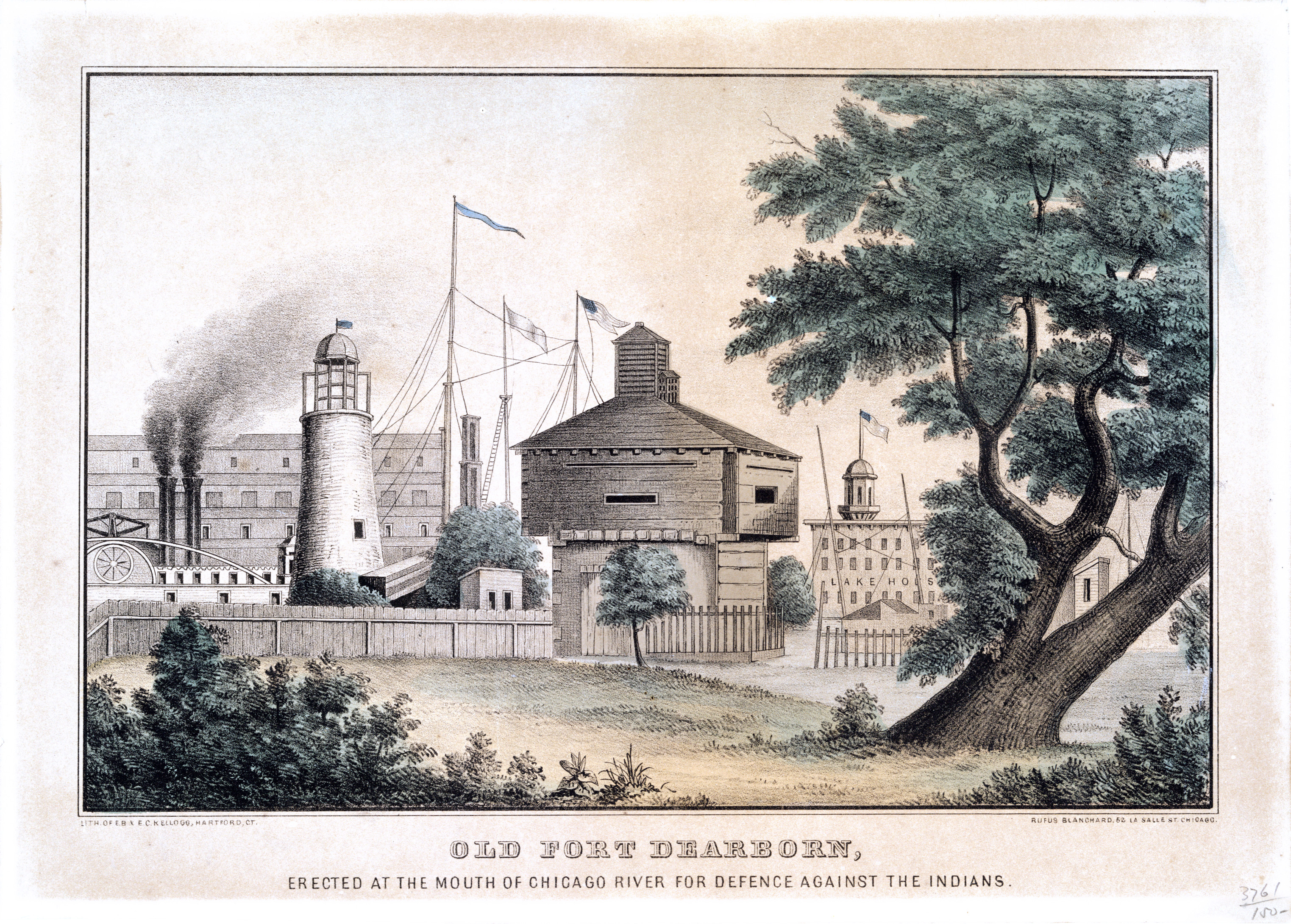
فورت دیربورن در سال ۱۸۵۳

Modern Commemorations
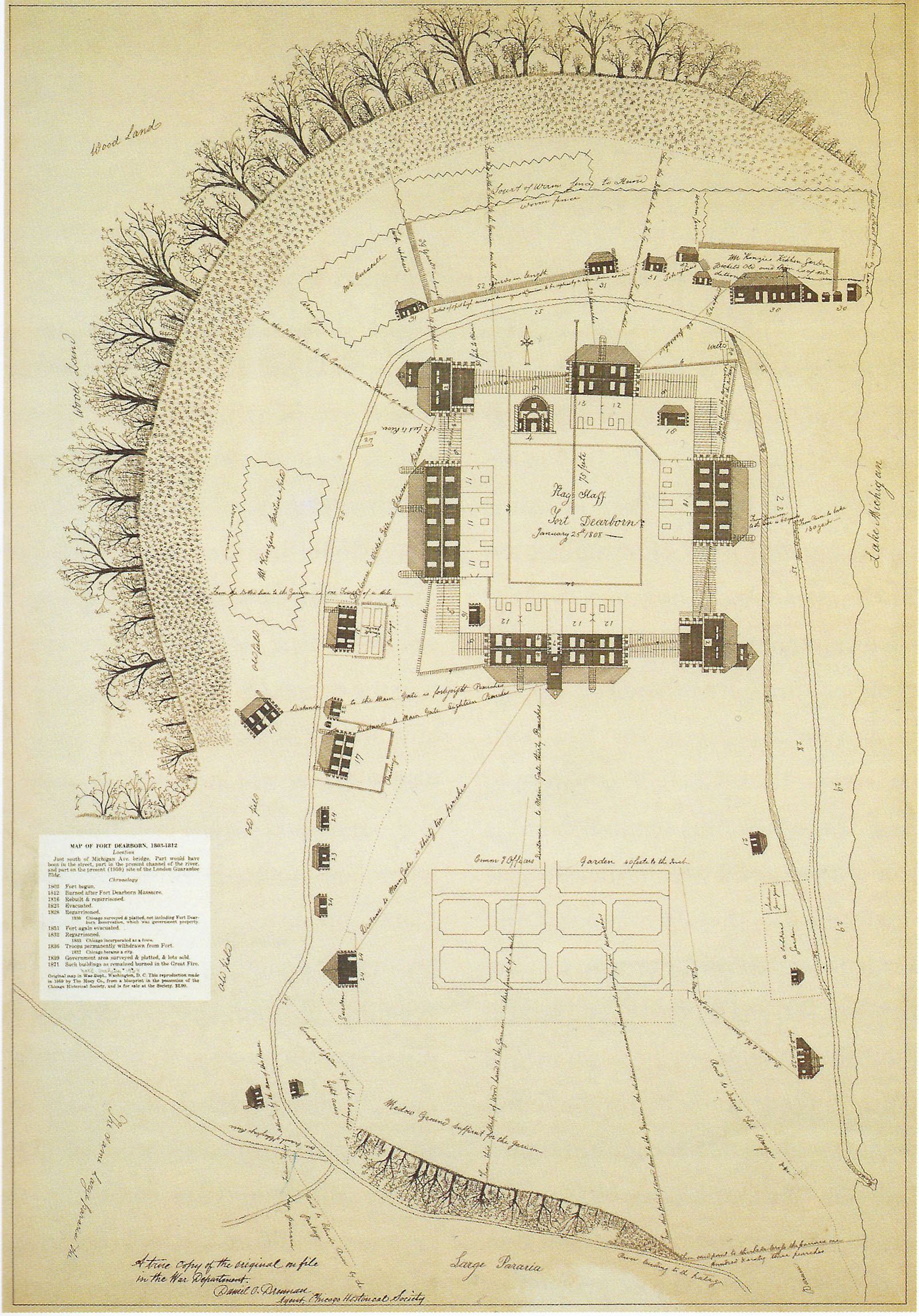
طرح فورت دیربورن 1808
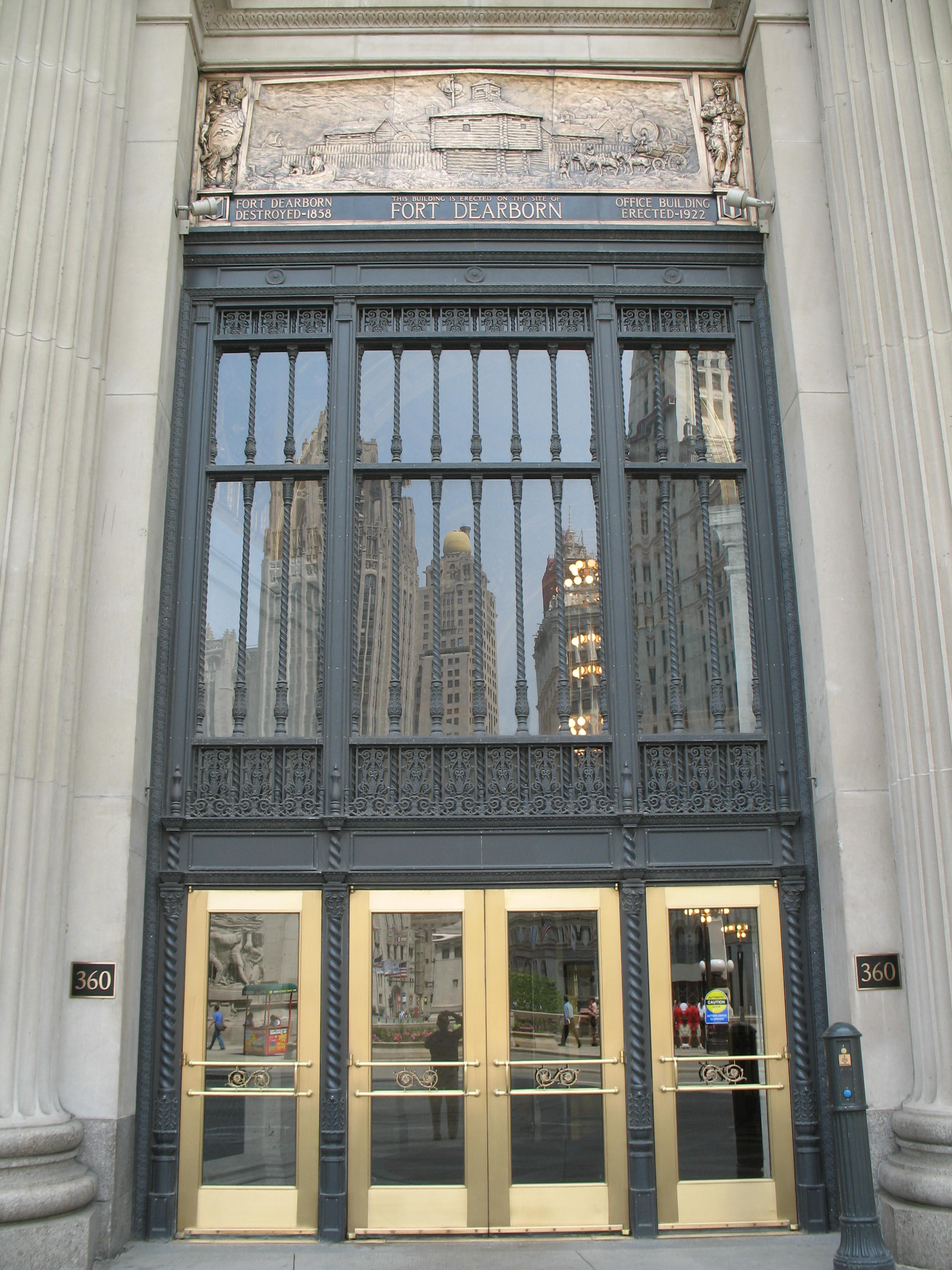
ساختمان گارانتی لندن با نقش برجسته بالای ورودی یادبود فورت دیربورن
پلاکی در خیابان میشیگان
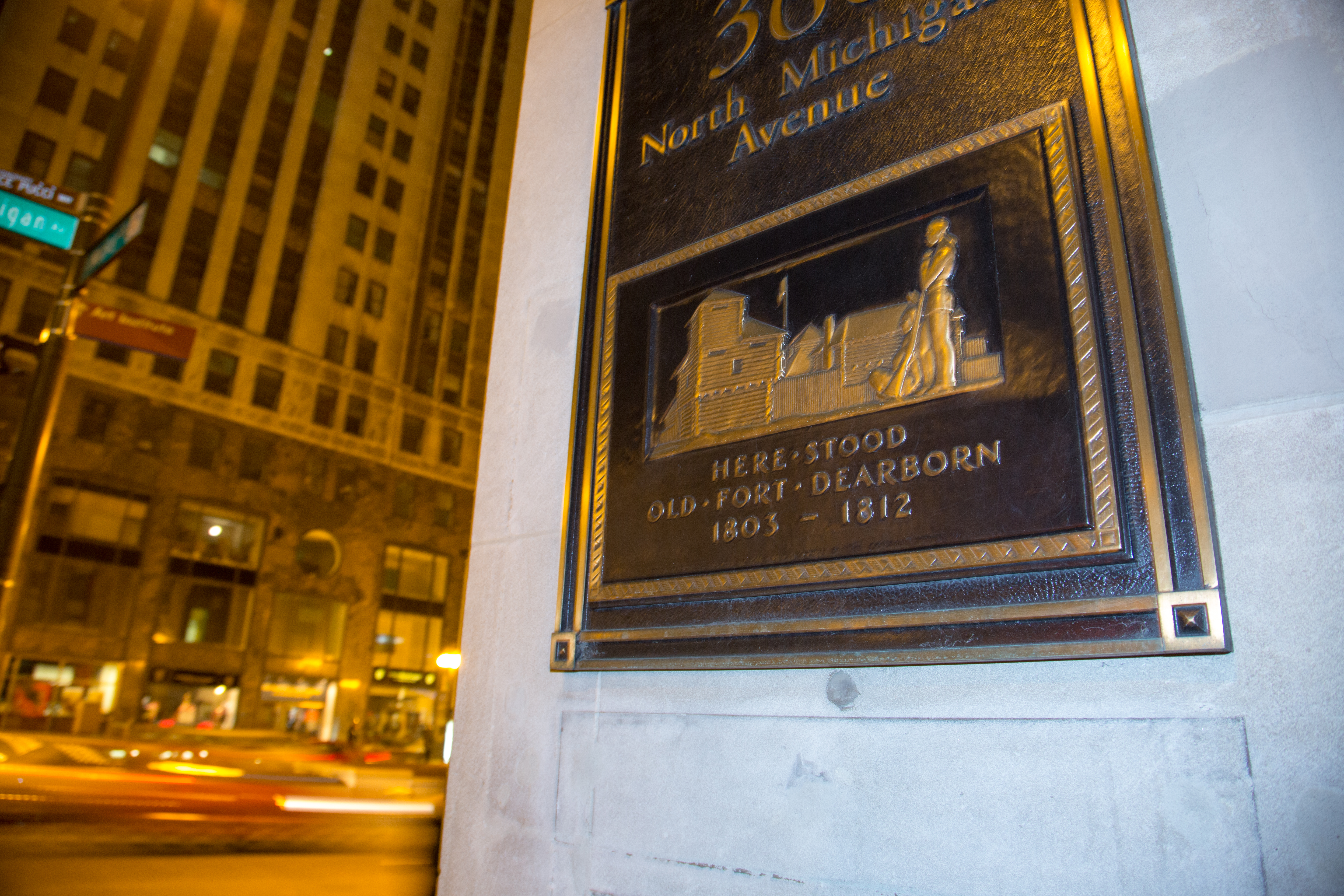
نشانگری که محیط جنوبی قلعه را نشان می دهد